# Hans Kronberger

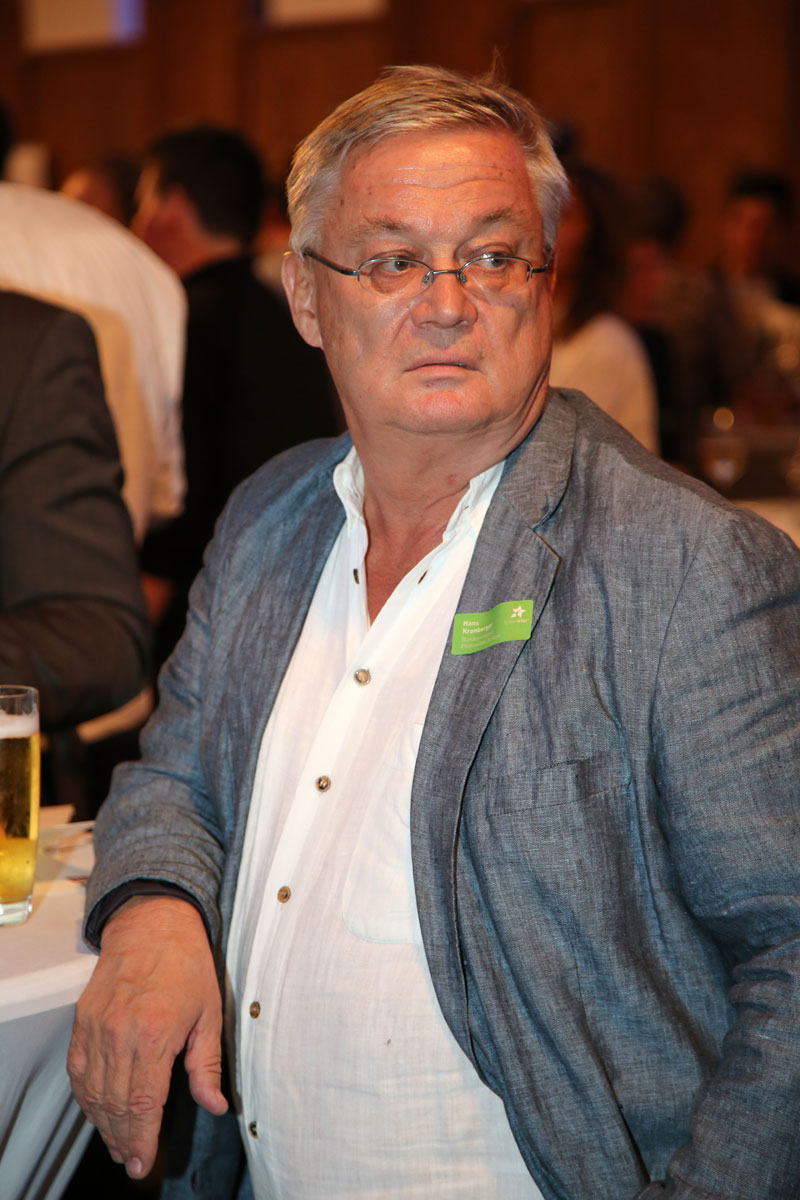
Hans Kronberger (2015)

Hans Kronberger (* 9. Mai 1951 in Hall bei Admont, Steiermark; † 14. Juli 2018 in Wien) war ein österreichischer Sachbuchautor und Politiker (FPÖ).

## Leben
Hans Kronberger studierte von 1971 bis 1979 Publizistik und Völkerkunde an der Universität Wien und wurde zum Dr. phil. promoviert. Er arbeitete von 1979 bis 1982 als Redakteur beim Magazin Extrablatt und war ab 1981 Lektor für Umweltpublizistik an der Universität Salzburg. Von 1982 bis 1996 war er beim ORF tätig (Redaktion „Argumente“, „Bürgerforum“, „Konflikte“).
Von 1996 bis 2004 war er für die FPÖ Abgeordneter zum Europäischen Parlament im Ausschuss für Umweltfragen, Volksgesundheit und Verbraucherschutz, wurde jedoch erst im Mai 2004 Parteimitglied. Nach seinem Ausscheiden aus der Politik war Kronberger Öffentlichkeitsarbeiter für Grander-Wasser.
Seit April 2008 war Kronberger Präsident der Photovoltaic Austria.
Hans Kronberger starb am 14. Juli 2018 in Wien. Er hinterließ zwei Kinder.

## Anerkennungen
- 1995 erhielt Kronberger den Europäischen Solarpreis für Publizistik.
- Der Hans-Kronberger-Umweltjournalistenpreis, ein Journalistenpreis zum Umweltschutz, gestiftet von Hans Kronberger wurde von 1997 bis 2004 vergeben.

## Schriften
- Der Sanfte Weg – Österreichs Weg zum Umstieg auf Sonnenenergie. Uranus Verlag, 1997, ISBN 3-900466-56-4
- Auf der Spur des Wasserrätsels. Uranus Verlag, 1997, ISBN 3-901626-01-8
- Brüssel frontal. Uranus, 2004, ISBN 3-901626-39-5
- Geht uns aus der Sonne. Uranus, 2011, ISBN 978-3901626-51-7
- Blut für Öl. Uranus, 2011, ISBN 978-3901626-52-4

## Filmografie
- 2003: Johann Grander – Der Wassermann von Tirol (Fernsehdokumentation). Uranus Verlag, Regie
- 2008: Unser Wissen ist ein Tropfen – Wasser, das unbekannte Wesen (Fernsehdokumentation). Uranus Verlag, Regie: Hans Kronberger, Gundi Lamprecht